# Sturnella magna
El turpial oriental (Sturnella magna), también denominado zacatero común, pradero común, pradero oriental, cantor de pradera, chirlobirlo o sabanero, es una especie de ave paseriforme de la familia Icteridae que vive en América. Se trata de un pájaro de tamaño medio y de aspecto muy similar al turpial gorjeador.

## Descripción

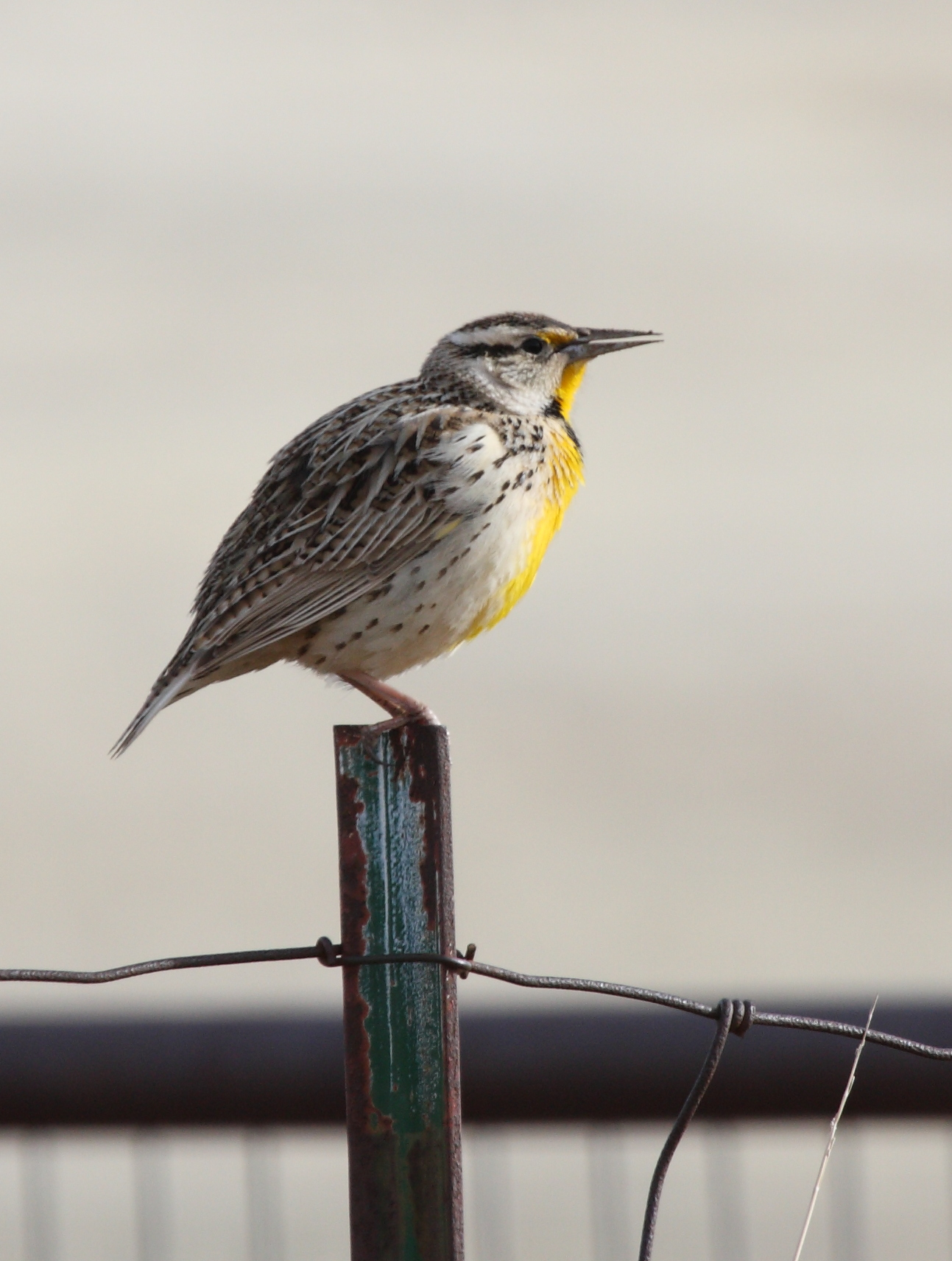
Adulto en Arizona.

Mide entre 21 y 22,5 cm de longitud y pesa en promedio 85 g. Los adultos tienen las partes inferiores de color amarillo con una "V" negra en el pecho y con flancos blancos con rayas negras. La parte superior es principalmente de color castaño con rayas negras. Tienen un pico puntiagudo. La cabeza presenta franjas de delante hacia atrás, alternando el negro con colores claros, como el blanco, amarillento y el castaño claro.

## Ecología
Su hábitat de reproducción son los pastizales y praderas y también los campos de heno, hasta los 2500 m de altitud. Esta especie es un residente permanente a lo largo de gran parte de su área de distribución, aunque la mayoría de las aves del norte migran hacia el sur en invierno. En América Central y del Sur, que tienden a ser limitados a la zona oriental (Atlántico) lado del continente también. En 1993 esta especie fue registrada por primera vez en El Salvador y el descubrimiento de una pareja reproductora en 2004, confirmó que la especie es residente allí.
Busca alimento en el suelo o en la vegetación baja, a veces sondeando con su pico. Se alimenta principalmente de artrópodos y adicionalmente con semillas y bayas. En invierno, a menudo se alimentan en bandadas.
Anida durante los meses de verano. Construye el nido en el suelo, cubierto con un techo tejido de hierbas. Puede haber más de una hembra anidando en el territorio de un macho.
Su número aumentó en el este de Estados Unidos cuando se talaron los bosques, pero luego se disminuyó con la reducción del hábitat adecuado. En Centroamérica se ha expandido en la cuenca del Pacífico.

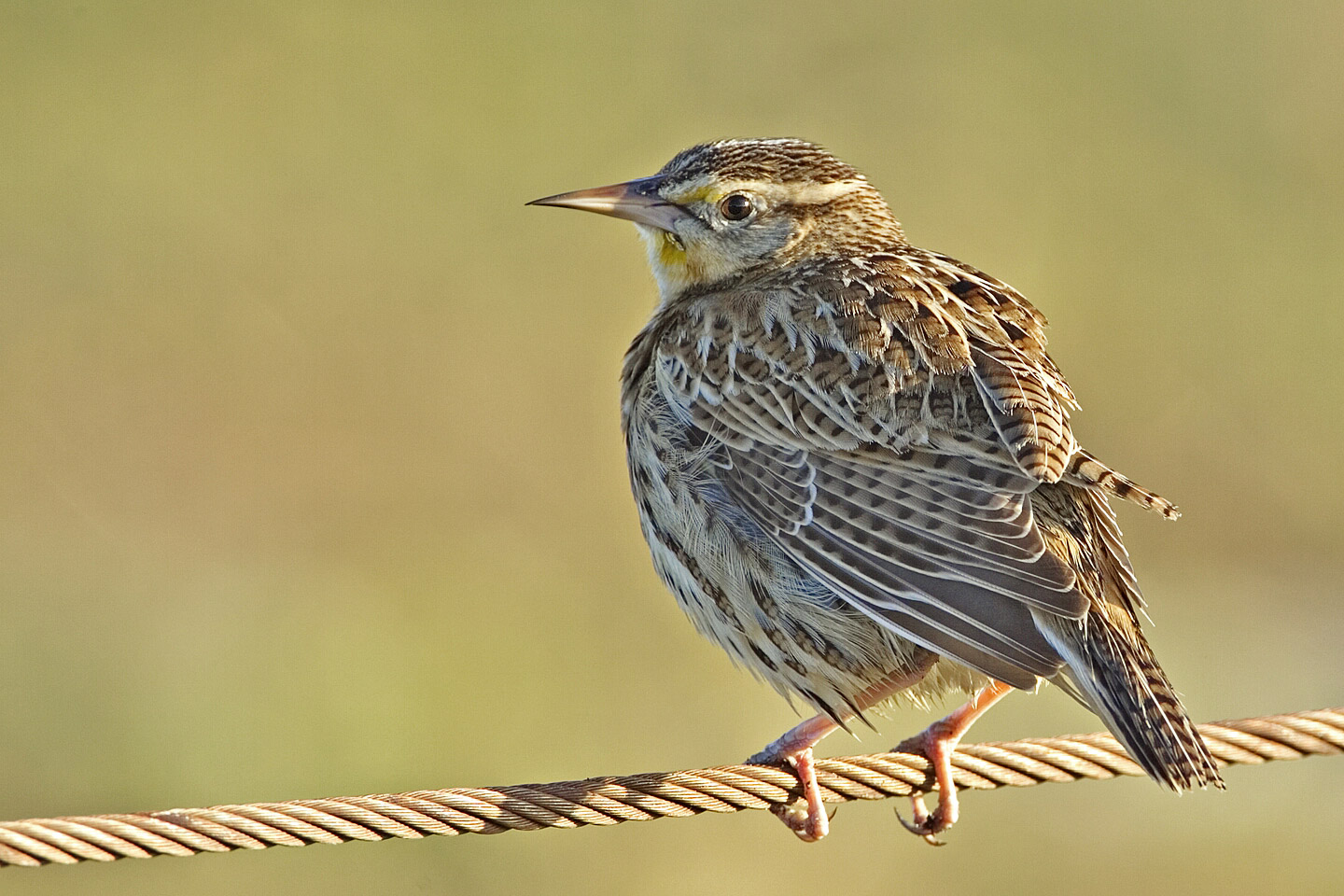
Ejemplar juvenil en Texas.

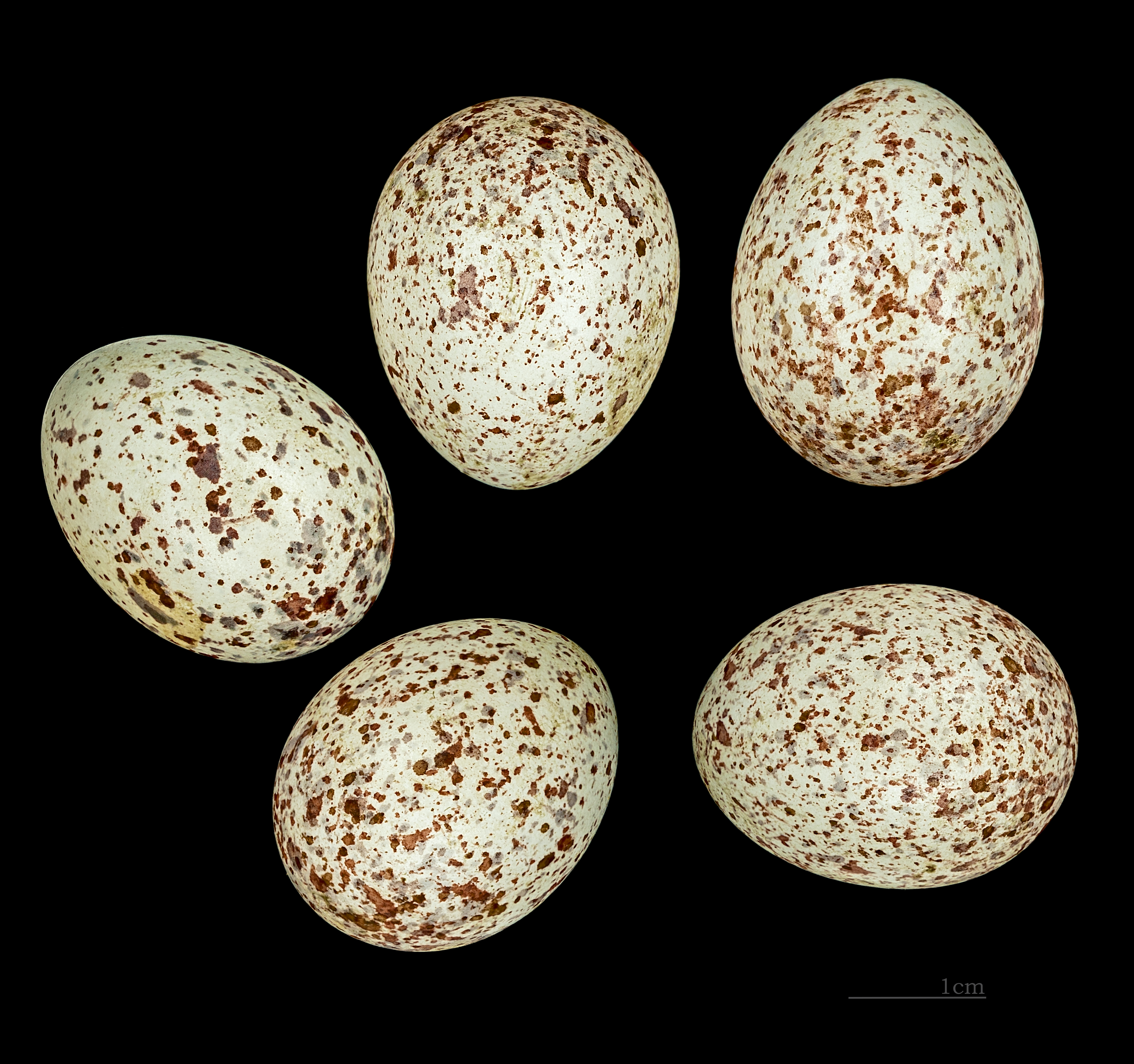
Huevos de Sturnella magna

## Taxonomía
La especie fue descrita inicialmente por Linneo en 1758 en Systema naturae, como Alauda magna, sin diferenciarla del turpial occidental (Sturnella neglecta) y confundiéndolas con dos especies de África: el bisbita del Cabo y el bisbita gorgigualdo. Posteriormente Linnaeus detectó el error y diferenció la especie.
El canto melancólico con silbidos sencillos de S. magna, lo diferencia de S. neglecta, cuyo canto es aflautado y complejo. 
La subespecie S. m. lilianae, del norte de México, es a veces tratada como una especie diferente Sturnella lilianae.